# Ram Swarup
Ram Swarup (Hindi: राम स्‍वरूप, Rām Svarup; * 12. Oktober 1920 in Sonipat; † 26. Dezember 1998 in Delhi) war ein indischer Publizist und einer der „bedeutendsten Vordenker“ der „Hindu-Revivalisten“. Er war Mitbegründer des hindu-nationalistischen Verlages Voice of India.

## Leben
Ram Swarups Werke übten einen großen Einfluss auf andere Autoren wie z. B. Sita Ram Goel aus. Sein Buch „The Word as Revelation“ ist eine Studie über den Polytheismus. In seinem Werk „Hindu view of Christianity and Islam“ hat Swarup den Islam und das Christentum aus der Sicht des Hinduismus definiert und die Religionen verglichen. Swarup lehnt monotheistische Religionen rundweg ab, da der islamische und christliche Gott generell die Verfolgung anderer – d. h. heidnischer – Religionen lehre während die polytheistische Götterwelt des Hinduismus von Natur aus tolerant und demokratisch wäre und darum eine friedliche Koexistenz unmöglich sei.
Sein Werk „Understanding Islam through Hadis“ wurde 1990/91 in der englischen Original- und in der Hindi-Version in Indien verboten. Das Werk besteht hauptsächlich aus Auszügen und Zitaten aus den islamischen Hadithen.
Er näherte sich neurechten und neopaganen Bewegungen Europas, in denen er die Chance sah die „Semitisierung“ Europas zugunsten der verschütteten heidnischen Wurzeln und mit Hilfe des Hinduismus zu revertieren. Andernfalls würde Europa vom Islam überrannt werden.

## Publikationen
- The Word as Revelation: Names of Gods (1980), (1982, überarbeitete Neuauflage 1992)
- Hindu view of Christianity and Islam
- Understanding Islam through Hadis (1983 in den USA bei Arvind Ghosh, Houston; Neuauflage in Indien bei Voice of India, 1984);